# 앤드루 브라운
앤드루 마샬 브라운(Andrew Marshall Brown , 1984년 9월 10일 ~ )은 미국의 야구선수 이자, 전 메이저 리그 LA 에인절스의 선수이다.

## 미국 프로야구시절
2007년 세인트루이스 카디널스에 입단하였다.

## 한국 프로야구시절

### SK 와이번스시절
2015년 시즌을 앞두고 SK 와이번스에 영입되었다. 루크 스캇 쇼크를 씻어내기에 충분한 성적과 모범을 보이고 있어 팬들의 기대가 크다. 2015년 7월 28일 KIA 타이거즈와의 원정경기에서 2회초 임준혁을 상대로 선두 타자 홈런이자 시즌 20호 홈런을 쏘아올렸다. 이로써 팀은 2003년 에디 디아즈 이후 12년 만에 20홈런 외국인 타자를 배출하였다. 2015년 시즌 137경기에 출전해 타율 0.261, 28홈런, 121안타, 76타점을 기록하였다. 하지만 2015년 시즌 후 SK 와이번스는 그와 재계약을 포기했고, 대체 선수로 헥터 고메즈를 영입하였다.

## 미국 프로야구복귀
2016년 2월 3일 로스앤젤레스 에인절스 오브 애너하임과 마이너 계약을 체결했다.

## 은퇴
로스앤젤레스 에인절스 오브 애너하임과 계약을 맺은 지 1개월 만에 돌연 은퇴를 선언하였다.